# カジラーテ・ダッダ
カジラーテ・ダッダ（伊: Casirate d'Adda）は、イタリア共和国ロンバルディア州ベルガモ県にある、人口約4,000人の基礎自治体（コムーネ）。

## 地理

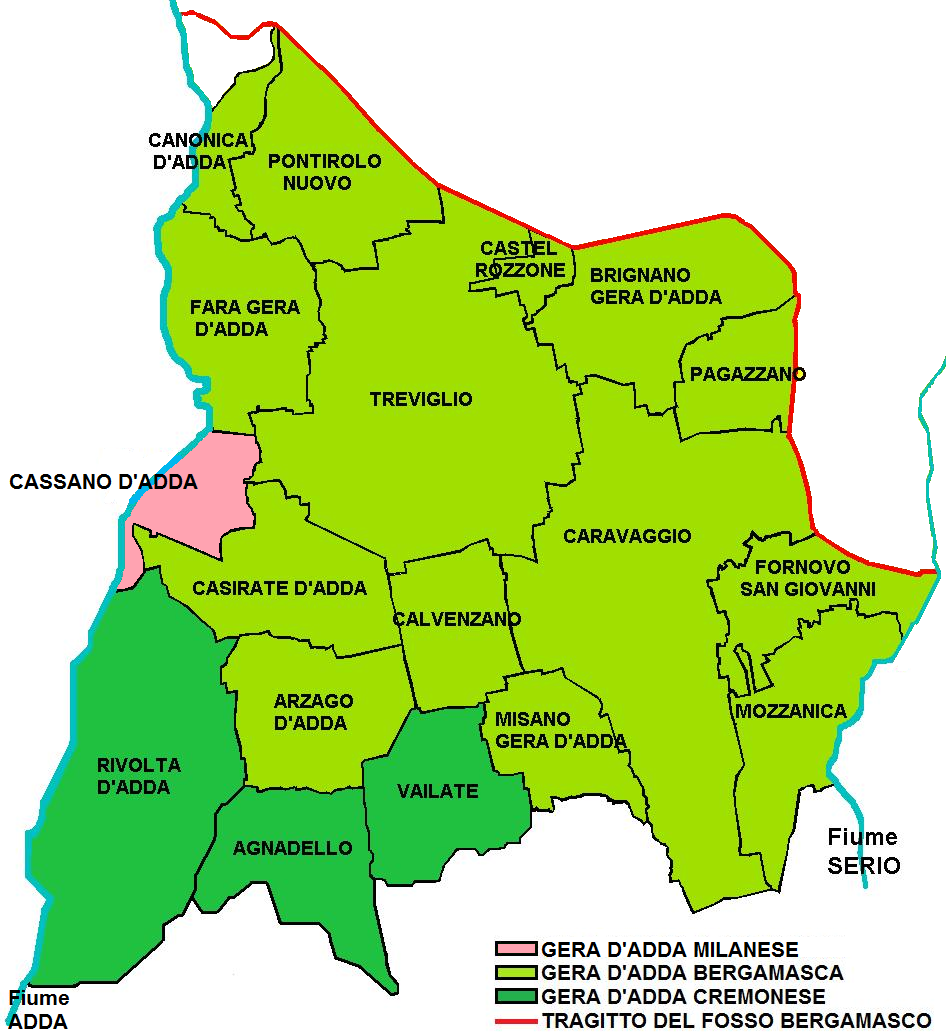
ジェーラ・ダッダ地方は3県にまたがる（黄緑：ベルガモ県、緑：クレモナ県、桃：ミラノ県）。赤線はフォッソ・ベルガマスコで、アッダ川とセーリオ川を結ぶ部分が示されている。

### 位置・広がり
ベルガモ県南西部、ジェーラ・ダッダと呼ばれる地域に位置する。県都ベルガモから南南西へ24km、州都ミラノから東へ30kmの距離にある。
| 隣接するコムーネは以下の通り。CRはクレモナ県、MIはミラノ県所属。 - アルツァーゴ・ダッダ - カルヴェンツァーノ - カッサーノ・ダッダ (MI) - リヴォルタ・ダッダ (CR) - トレヴィーリオ |

### 地震分類
イタリアの地震リスク階級 (it) では、3 に分類される
。